# Al-Lat

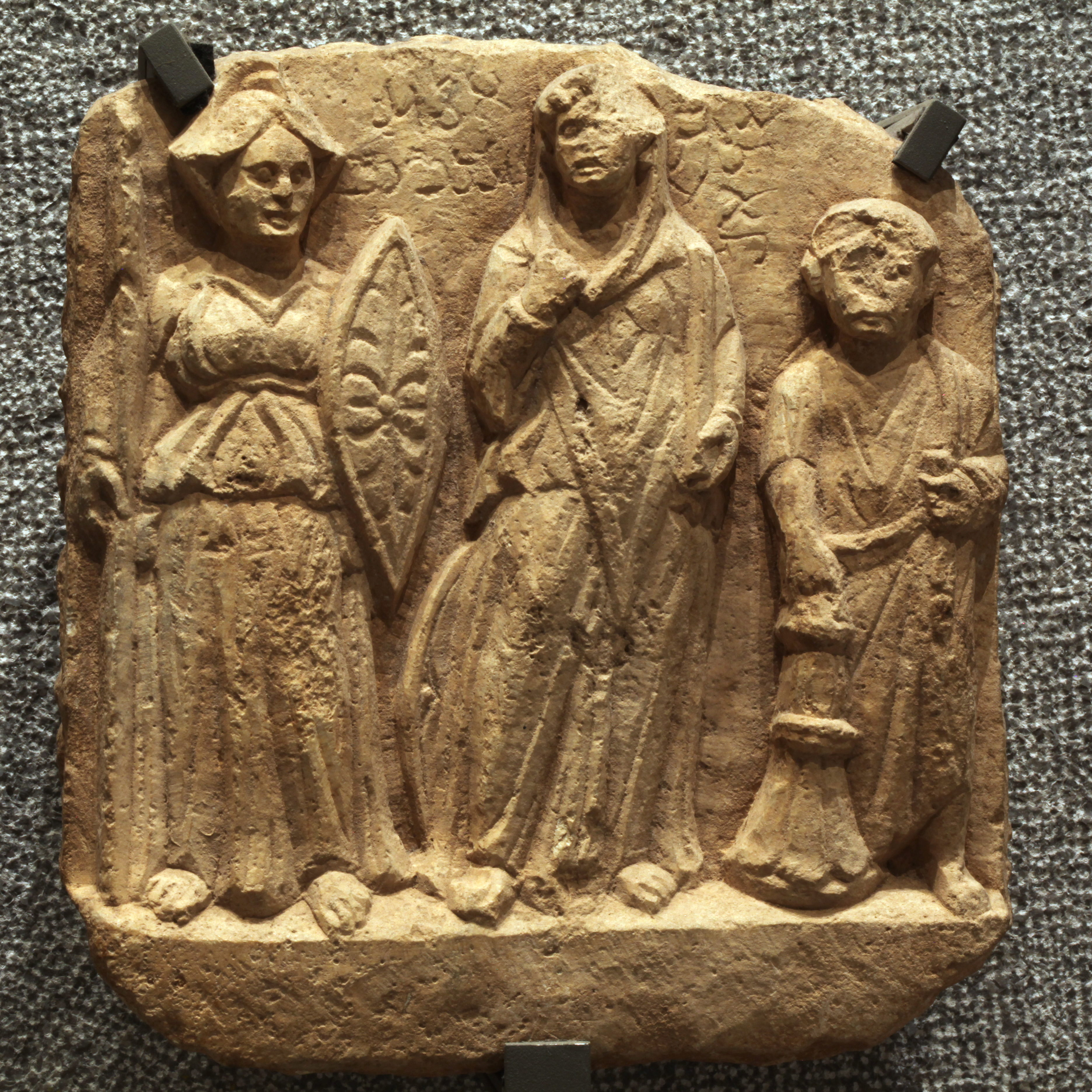
Bas-relief : Némésis, al-Lāt et le dédicant. Avec l'aimable autorisation du Musée des beaux-arts de Lyon

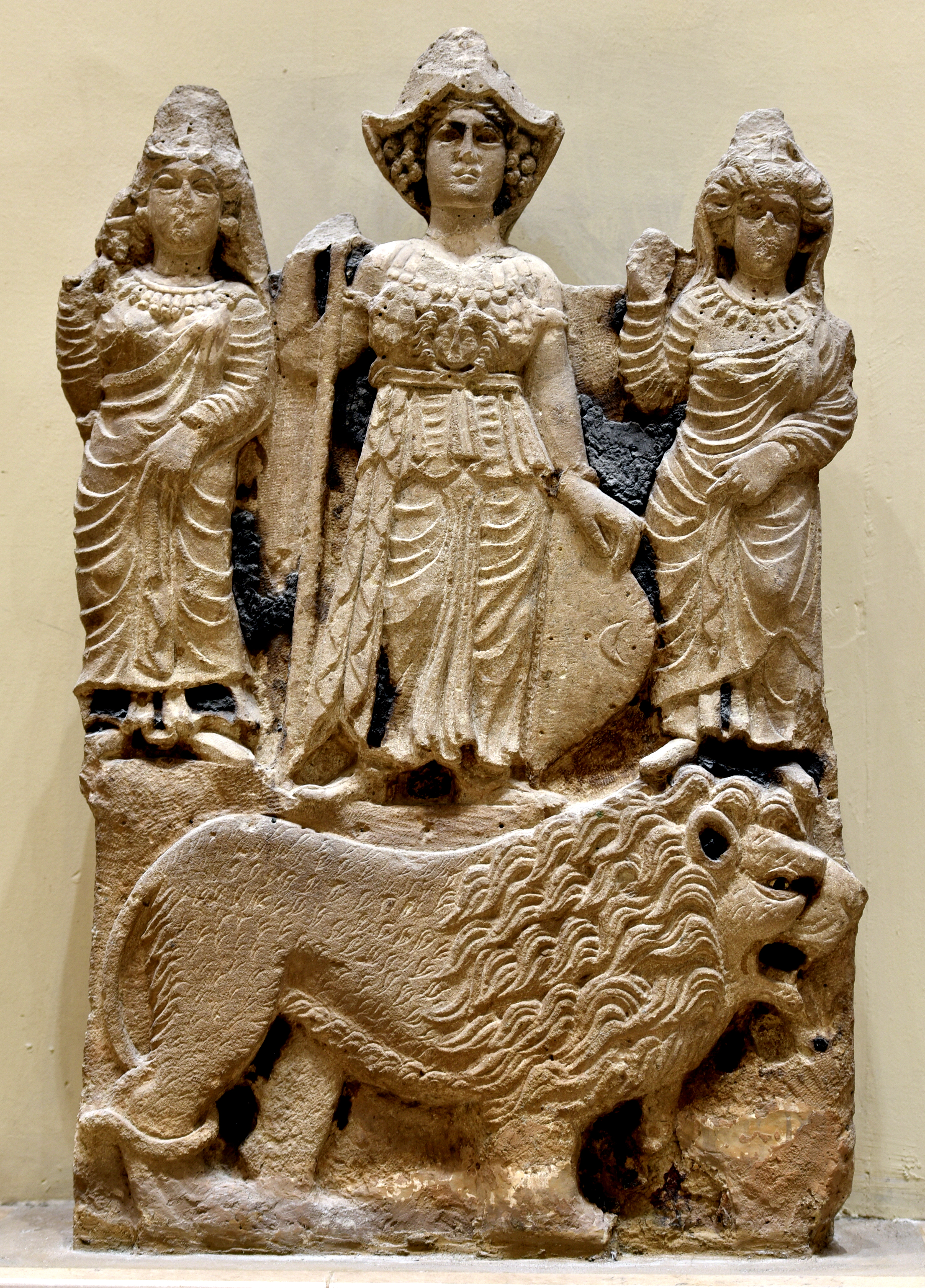
La déesse al-Lāt accompagnée des déesses Manat et Uzza. Relief de Hatra (Irak), s. Musée national d'Irak.

Al-Lat ou Allāt (en arabe : ٱللَّات  prononcé : /ælˈlæːt/) était une déesse de la fécondité et de la féminité vénérée en Arabie à l'époque pré-islamique, divinité cohabitant aussi avec celles du monde gréco-romain, à Palmyre et Hatra, notamment. Son nom serait une contraction de al latan, déesse. Elle avait sa statue dans la Kaaba où elle était censée résider. Hérodote cite al-Lāt comme étant l'équivalent de l'Aphrodite céleste, Aphrodite Ourania, fille d'Ouranos.

## Culte

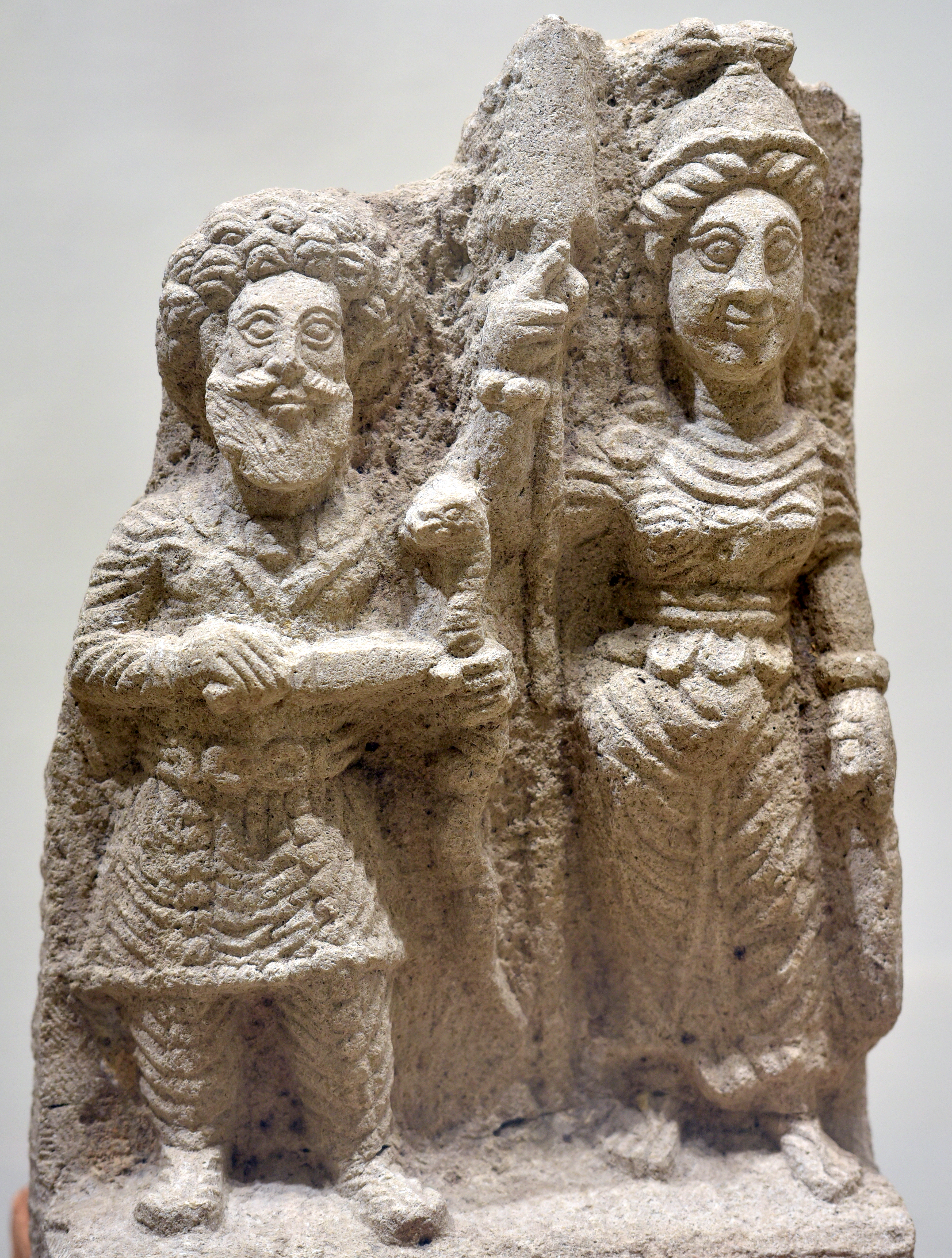
Déesse Al-Lat et un dieu masculin, Hatra

Al-Lāt, Manat et Uzza semblent avoir été les trois divinités objets du culte le plus intense à l'époque préislamique il est dit dans le Livre des idoles que les Arabes les considéraient comme les « filles du dieu ». On peut supposer que ce dieu était Houbal, divinité principale de la Kaaba préislamique.
Al-Lat était une déesse tout particulièrement vénérée par les Thaquif (en), tandis que les Quraysh vénéraient davantage al-Uzza. Elle était vénérée dans un vaste territoire allant de Palmyre, Pétra au Hedjaz. Des enfants étaient prénommés Zayd-al-Lāt ou Taym-al-Lāt[réf. nécessaire].
Elle est mentionnée sous le nom de han-'Ilat dans les inscriptions safaïtiques, Alilat chez Hérodote, Al-la-tum dans les textes akkadiens. Les habitants de Palmyre et les Nabatéens lui rendaient également un culte et l'identifiaient à Athéna ou Minerve, mais en faisaient, selon Julius Wellhausen, la mère d'Houbal.
L'étymologie de ce nom est interprétée soit comme un dérivé de latta « mélanger,  pétrir la farine d’orge » et associe la déesse à Baala/Astarté soit une association au dieu Allah. Son nom serait la forme féminisée d’Allāh ou d'al-Ilāh et ferait d'al-Lât sa parèdre.
À l'ère islamique, al-Lāt est mentionnée dans le Coran (sourate 53:20), et le Livre des Idoles (Kitab al-Asnām) de Hicham ibn al-Kalbi selon qui Banū ʿAtb ibn Mālik du clan des Thaqīf en avait la charge et lui avait fait construire un édifice. Lors de la révélation de la sourate LIII, Mahomet avait, selon Tabari, dans une première version, recommandé qu'on leur rende un culte.
Dans l'ouvrage collectif, Le Coran des historiens, Christian Julien Robin cite ce passage qui « a une notoriété universelle grâce aux fameux versets dits « sataniques », reproduits ici entre crochets, qui ont inspiré le romancier britannique Salman Rushdie. Ces deux versets auraient été déclamés, puis abrogés parce qu'ils ne s'accordaient pas avec le monothéisme radical de la prédication muhammadienne. La vulgate ne les reproduit pas, au contraire d'autres versets également abrogés, ce qui souligne la gêne qu'ils ont provoquée » :
« 19. Avez-vous considéré al-Lat et al-Uzza

20. Et Manat, cette troisième autre ?

20. bis [Ce sont les sublimes Déesses

20. ter. et leur intercession est certes souhaitée]

21. Avez-vous le Mâle et Lui la Femelle ! »
L'idole la représentant fut détruite sur l'ordre de Mahomet à la suite de la conquête de La Mecque.